# Косово (Гнезненський повіт)
Косово (пол. Kosowo, нім. Sensenfeld) — село в Польщі, у гміні Чернеєво Гнезненського повіту Великопольського воєводства.
Населення — 110 осіб (2011).
У 1975-1998 роках село належало до Познанського воєводства.

## Демографія
Демографічна структура станом на 31 березня 2011 року:
|          | Загалом | Допрацездатний вік | Працездатний вік | Постпрацездатний вік |
| -------- | ------- | ------------------ | ---------------- | -------------------- |
| Чоловіки | 55      | 12                 | 40               | 3                    |
| Жінки    | 55      | 12                 | 31               | 12                   |
| Разом    | 110     | 24                 | 71               | 15                   |